# Stephen Greenblatt
Stephen Jay Greenblatt, né le 7 novembre 1943 à Boston, est un universitaire américain, critique littéraire et théoricien de la littérature. Il est lauréat du  prix Pulitzer de l'essai en 2012. 
Greenblatt passe pour le fondateur du néo-historicisme, approche critique de la littérature qu'il qualifie de « poétique de la culture » ; ses œuvres exercent une grande influence depuis le début des années 1980. Greenblatt est auteur et 
éditeur de nombreux ouvrages et articles liés au néo-historicisme, à l'étude de la culture, aux travaux sur la Renaissance et à la critique shakespearienne. Il est également  cofondateur du magazine littéraire Representations qui publie de nombreux tenants du néo-historicisme. 
Son ouvrage le plus connu est Will in the World, biographie de Shakespeare qui figura pendant neuf semaines sur la New York Times Best Seller list.

## Biographie
Greenblatt est né à Boston dans une famille juive ashkénaze. Ses grands-parents sont nés en Lituanie et ont immigré dans les années 1890 aux Etats-Unis. Il a grandi à Cambridge (Massachusetts). Après des études secondaires au lycée de 
 Newton North, il fait des études supérieures à l'université Yale, où il obtient son  baccalauréat ès arts en 1964; il entame alors des études de lettres,  obtenant un master en 1968, et un doctorat en 1969. Parallèlement il obtient le titre de bachelier des arts à Pembroke College (Cambridge)  en 1966 où il passe également un master en 1968. 
Greenblatt est nommé sur un poste d'enseignement (Class of 32) à l'université de Californie à Berkeley  où il restera 28 ans, en tant que professeur à partir de 1980. Il accepte ensuite un poste à Harvard, où il occupe à partir de 1997  la chaire Harry Levin de littérature. En 2000, il reçoit le titre de John Cogan Professor of the humanities (Lettres et Sciences humaines) de l'université. Greenblatt est considéré comme une figure-clef  du mouvement qui a vu le jour dans les études littéraires à partir des années 1980, s'écartant d'une approche purement littéraire et textuelle des œuvres pour les replacer dans leur contexte culturel.  
Greenblatt est professeur attaché (fellow) au Wissenschaftskolleg de Berlin. En tant que professeur et conférencier détaché, il est intervenu  à l'École des hautes études en sciences sociales (France), à l'université de Florence, à l'université de Kyoto, à l'université d'Oxford et l'université de Pékin. Il est membre de l'Académie américaine des  arts et des sciences, de la Société américaine de philosophie et l'Académie américaine des arts et des lettres. Il a également présidé la Modern Language Association. En 1998, il a épousé sa collègue universitaire Ramie Targoff, experte en matière de Renaissance et professeure à l'Université Brandeis, qu'il a décrite comme son âme sœur.

## Commentaire politique
Bien que le livre de Greenblatt, Tyrant: Shakespeare on Politics, publié en 2018 par Greenblatt ne mentionne pas Donald Trump directement, il est considéré par la critique littéraire dans les principaux journaux comme une critique à peine voilée du président,,.

## Publications
- Quattrocento, Flammarion, 2013, 350 p. (étude historique)[8],[9]. Titre original : The Swerve: How the World Became Modern - Prix Pulitzer de l'essai en 2012.
- Will le Magnifique, (2014) rééd.: 2016; traduit par Marie-Anne de Béru. Titre original : Will in the World: How Shakespeare Became Shakespeare; Editeur: Flammarion, Collection: Libres champs,  (ISBN 2081375540)
- Adam et Eve, L'histoire sans fin de nos origines, 448 p., traduit par Marie-Anne de Béru,Coll. Essais, Flammarion, 2017. Titre original : The Rise and Fall of Adam and Eve, W. W. Norton & Company, septembre 2017.